# Xanthopimpla philippinensis
Xanthopimpla philippinensis là một loài tò vò trong họ Ichneumonidae.